# 媽閣號
媽閣號（葡萄牙語：Barra）2010年5月服役，配合拖輪24小時候命，以便在澳門水域發生事故時可即時反應。休漁期會在青洲塘船隊基地24小時戒備，海關加強巡邏及廣播。

## 歷史
『媽閣號』救援船的祈福儀式於2010年5月18日在青洲塘舉行，港務局會對『媽閣號』救援船進行一系列船隻性能及航行的相關測試，測試完成後該船將正式投入運作。『媽閣號』投入運作後將進一步強化港務局船隊的裝備，提升港務局應能對突發海上意外的消防救援能力。
澳門港務局與珠海市海事局在2012年5月在內港舉行海上消防及防油汙聯合演練，港務局派出媽閣號，並與珠海海事局多艘救援船參與演習。內容模擬船隻大火，濃煙沖天並發生漏油，珠澳兩地共出動十五艘船隻超過100人參與。為增強粵港澳海上搜救部門應對珠江口突發事件的快速反應和合作搜救能力，三地在6月舉行海上聯合搜救演習。澳門船舶交通管理中心根據《廣東與澳門海上搜救合作安排》，迅即調派救援船媽閣號趕赴現場向起火的工程船射水救火。
前晚深夜11時許，媽閣號發現一艘運載碎石、由九江前往福建的內地貨船翔景6在航經往內港航道時，撞及嘉樂庇大橋護橋欄。海關輪到場截停肇事船隻，港務局立即派員扣留有關船隻及調查事故原因。

## 規格
媽閣號救援船由廣州船舶及海洋工程設計研究院設計，具備『FI-FI』1級的具有更強的滅火能力，拖輪水炮射程約40至50米，媽閣號的水炮射程達100米，航行適用於本澳沿海航區及習慣水域。船本身合共設有4門的『FI-FI』1級消防水炮，包括船身頂部的2門主消防炮、甲板2門副消防炮，並配有一樣等級的消防泵，同時甲板上尾部還配備電動液壓折臂式吊機等救援裝置。船內除設有磁羅經、雷達、GPS接收系統、電子海圖系統、測深儀、自動識別系統等航行設備外，還設有油污水處理裝置、生活污水處理裝置等航行環保設備。